# Наньян
Нанья́н (спрощ.: 南阳; піньїнь: Nányáng) — міський округ у китайській провінції Хенань.

## Географія
Лежить на півдні префектури, на річці Байхе.

### Клімат
Місто знаходиться у зоні, котра характеризується вологим субтропічним кліматом. Найтепліший місяць — липень із середньою температурою 26.7 °C (80 °F). Найхолодніший місяць — січень, із середньою температурою 0.6 °С (33 °F).
| Клімат Наньяна          | Клімат Наньяна | Клімат Наньяна | Клімат Наньяна | Клімат Наньяна | Клімат Наньяна | Клімат Наньяна | Клімат Наньяна | Клімат Наньяна | Клімат Наньяна | Клімат Наньяна | Клімат Наньяна | Клімат Наньяна | Клімат Наньяна |
| Показник                | Січ.           | Лют.           | Бер.           | Квіт.          | Трав.          | Черв.          | Лип.           | Серп.          | Вер.           | Жовт.          | Лист.          | Груд.          | Рік            |
| Середній максимум, °C   | 6              | 8              | 14             | 20             | 26             | 31             | 31             | 31             | 26             | 21             | 14             | 8              | 19             |
| Середня температура, °C | 1              | 3              | 8              | 15             | 20             | 25             | 27             | 26             | 21             | 16             | 9              | 3              | 14             |
| Середній мінімум, °C    | −3             | −1             | 3              | 9              | 15             | 20             | 23             | 22             | 17             | 11             | 4              | −1             | 9              |
| Норма опадів, мм        | 15             | 18             | 33             | 61             | 70             | 94             | 183            | 132            | 87             | 53             | 30             | 13             | 787            |
| ----------------------- | -------------- | -------------- | -------------- | -------------- | -------------- | -------------- | -------------- | -------------- | -------------- | -------------- | -------------- | -------------- | -------------- |
| Джерело: Weatherbase    |                |                |                |                |                |                |                |                |                |                |                |                |                |

## Адміністративний поділ
Міський округ поділяється на 2 райони, 1 місто та 10 повітів:
| Карта                                                                                          | Карта    | Карта    | Карта            | Карта | Карта |
| ---------------------------------------------------------------------------------------------- | -------- | -------- | ---------------- | ----- | ----- |
| ① Волун Наньчжао Фанчен Сіся Чженьпін Нейсян Січуань Шеці Танхе Сіньє Тунбай Денчжоу ① Ваньчен |          |          |                  |       |       |
| Статус                                                                                         | Назва    | Оригінал | Населення (2020) |       |       |
| Район                                                                                          | Ваньчен  | 宛城区   | 992 021          |       |       |
| Район                                                                                          | Волун    | 卧龙区   | 1 093 659        |       |       |
| Місто                                                                                          | Денчжоу  | 邓州市   | 1 247 807        |       |       |
| Повіт                                                                                          | Наньчжао | 南召县   | 545 475          |       |       |
| Повіт                                                                                          | Нейсян   | 内乡县   | 549 068          |       |       |
| Повіт                                                                                          | Сіньє    | 新野县   | 602 827          |       |       |
| Повіт                                                                                          | Сіся     | 西峡县   | 450 418          |       |       |
| Повіт                                                                                          | Січуань  | 淅川县   | 538 569          |       |       |
| Повіт                                                                                          | Танхе    | 唐河县   | 1 052 978        |       |       |
| Повіт                                                                                          | Тунбай   | 桐柏县   | 375 206          |       |       |
| Повіт                                                                                          | Фанчен   | 方城县   | 873 731          |       |       |
| Повіт                                                                                          | Чженьпін | 镇平县   | 829 780          |       |       |
| Повіт                                                                                          | Шеці     | 社旗县   | 561 573          |       |       |